# The Psychedelic Furs
The Psychedelic Furs je britská post-punková skupina, kterou v roce 1977 založili bratři Richard Butler a Tim Butler. Své první, eponymní, studiové album skupina vydala v roce 1980; za celou svou kariéru jich vydala celkem sedm. Rozpadla se v roce 1991 a oba bratři založili skupinu Love Spit Love. V roce 2000 byla činnost skupiny obnovena.

## Diskografie
Studiová alba
- The Psychedelic Furs (1980)
- Talk Talk Talk (1981)
- Forever Now (1982)
- Mirror Moves (1984)
- Midnight to Midnight (1987)
- Book of Days (1989)
- World Outside (1991)